# Eugène-Henri Gravelotte
Eugène-Henri Gravelotte, né le 6 février 1876 à Paris 7e et mort le 23 août 1939 à Bénodet, est un industriel, médecin de formation et un escrimeur français.

## Biographie

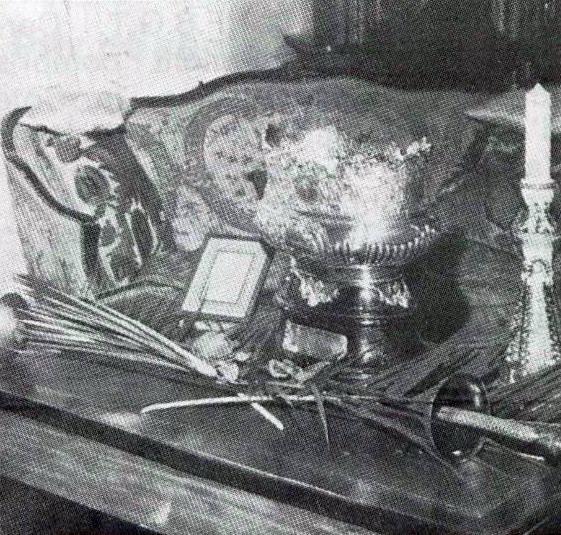
La coupe en argent offerte à Eugène-Henri Gravelotte en 1896.

Issu d'une famille aisée, Eugène-Henri Gravelotte est le fils d'un capitaine de l'artillerie de marine et le petit-fils d'Augustin Cousté, directeur de la manufacture des tabacs du Gros-Caillou au Quai d'Orsay. Il épouse Théodosia Whalley en 1900. Il a une fille et un fils, René, qui décède accidentellement en 1921 lors d'une partie de chasse sur les îles des Glénan.
Il est le premier champion olympique de fleuret (et même le premier champion olympique français, tous sports confondus) lors des Jeux olympiques de 1896 à Athènes. Invaincu en phase de poule, il bat son compatriote Henri Callot en finale. En récompense, le roi Georges de Grèce lui remet en personne une coupe en argent. Cette coupe se trouve désormais au Musée national du sport de Nice (elle a été donnée par sa fille). 
Médecin-major de 2e classe au gouvernement militaire de Paris, Il devient par la suite industriel spécialisé en ameublement, installé 9, rue Christophe-Colomb à Paris. Il est en outre administrateur au sein de plusieurs sociétés et participe à des expositions internationales.
Il avait une maison à Bénodet, dans laquelle il est décédé en 1939.

## Distinctions
- Officier de la Légion d'honneur (30 juillet 1925)[5],[6]
- Croix de guerre 1914–1918